# Bojan Pečar
Bojan Pečar (ćir.: Бојан Печар) (Beograd, 22. ožujka 1960. – London, 13 listopada 1998.) bio je jugoslavenski i srbijanski glazbenik, najpoznatiji kao basist rock skupine Ekatarine Velike. Rođen je u Beogradu od oca Srećka i majke Vukice, a bio je brat psihologinje Irene Pečar-Pavićević. Završio je Petu beogradsku gimnaziju, a paralelno je išao i u Muzičku školu. Prvi bend u kom je svirao je bio „BG 5“, zatim je prešao u VIA Talas s Miro Mijatovićem, Dušan Gerzićem i Miškom Petrović sudjeluju na projektu Artistička radna akcija 1982. godine ulazi u Ekatarinu Veliku u kojoj je ostaje do 1990. godine kada je odlazi u London gdje je svirao u bendovima The Mission i Lost Children s Dušanom Kojićem - Kojom. 
Preminuo je 13. listopada 1998. godine u Londonu od srčanog udara, a pokopan je mjestu Progar, pored Beograda.